# A42 (Frankrijk)
De A42 is een autosnelweg gelegen in Frankrijk, die de stad Lyon verbindt met Pont-d'Ain. Tussen Lyon en Pérouges heeft de weg 2x3 rijstroken. Van Pérouges tot aan Pont-d'Ain heeft de weggebruiker 2x2 rijstroken tot zijn beschikking. De A42 doorkruist 2 departementen: Rhône en Ain. De E611 valt samen met de A42.

## Constructie
Het traject werd in 1987 opengesteld, nadat in 1983 het deel tussen Neyron en Chazey geopend was. Later werden nog andere delen toegevoegd. Na de openstelling voor verkeer werd de weg in 1988 nog verlengd tot Chazey en Pont-d'Ain over een lengte van 19,5 kilometer.